# Frank Gates
Ben Frank Gates, detto Needle (Huntsville, 12 aprile 1920 – Indianapolis, 26 luglio 1978), è stato un cestista e allenatore di pallacanestro statunitense, professionista nella NBL, nella NBA e nella NPBL.

## Palmarès
- Campione NBL (1949)